# Яцевич, Александр Георгиевич
Алекса́ндр Гео́ргиевич Яце́вич (род. 8 сентября 1956, Ленинград) — советский легкоатлет, специалист по барьерному бегу. Выступал за сборную СССР по лёгкой атлетике в начале 1980-х годов, обладатель серебряной медали чемпионата Европы, многократный победитель и призёр первенств национального значения, участник чемпионата мира в Хельсинки. Представлял Ленинград и Вооружённые силы. Мастер спорта СССР международного класса.

## Биография
Александр Яцевич родился 8 сентября 1956 года в Ленинграде.
Начал заниматься лёгкой атлетикой в 1972 году в Детско-юношеской спортивной школе в Ломоносове, позже проходил подготовку в ленинградской Школе высшего спортивного мастерства. Был подопечным тренеров Е. А. Трубеева, Ю. Н. Тронова, А. В. Баталова. Выступал за Вооружённые силы (Ленинград). В 1979 году окончил Ленинградский институт водного транспорта.
Впервые заявил о себе на взрослом всесоюзном уровне в сезоне 1980 года, когда выиграл серебряную медаль в беге на 400 метров с барьерами на чемпионате СССР в Донецке — уступил здесь только титулованному Василию Архипенко.
В 1981 году на чемпионате СССР в Москве вновь стал серебряным призёром в той же дисциплине, снова проиграв на финише Архипенко. Одержал победу на V летней Спартакиаде Дружественных армий в Будапеште.
На чемпионате СССР 1982 года в Киеве наконец превзошёл Василия Архипенко, прервав его пятилетнюю победную серию, и завоевал золотую медаль, причём впервые в истории турнира оказался быстрее 49 секунд (48,89). Попав в основной состав советской национальной сборной, побывал на чемпионате Европы в Афинах, откуда привёз награду серебряного достоинства, выигранную в барьерном беге на 400 метров — был превзойдён немцем Харальдом Шмидом. Установил на европейском первенстве свой личный рекорд — 48,60 секунды, ставший тринадцатым лучшим результатом сезона. Также в этом сезоне принимал участие в матчевой встрече со сборной США в Индионаполисе, где занял третье место.
В 1983 году отметился выступлением на впервые проводившемся чемпионате мира по лёгкой атлетике в Хельсинки, но выбыл из борьбы за медали уже на стадии четвертьфиналов.
Завершил спортивную карьеру по окончании сезона 1985 года.
За выдающиеся спортивные достижения удостоен почётного звания «Мастер спорта СССР международного класса».